# Motor Stirling

Motor Stirling de tipus Alfa. Hi ha dos cilindres. El cilindre d'expansió (vermell) es manté a alta temperatura mentre que el cilindre de compressió (blau) es refreda. El passadís entre els dos cilindres conté el regenerador.

Motor Stirling tipus Beta. Només hi ha un cilindre, calent a un extrem i fred en l'altre.

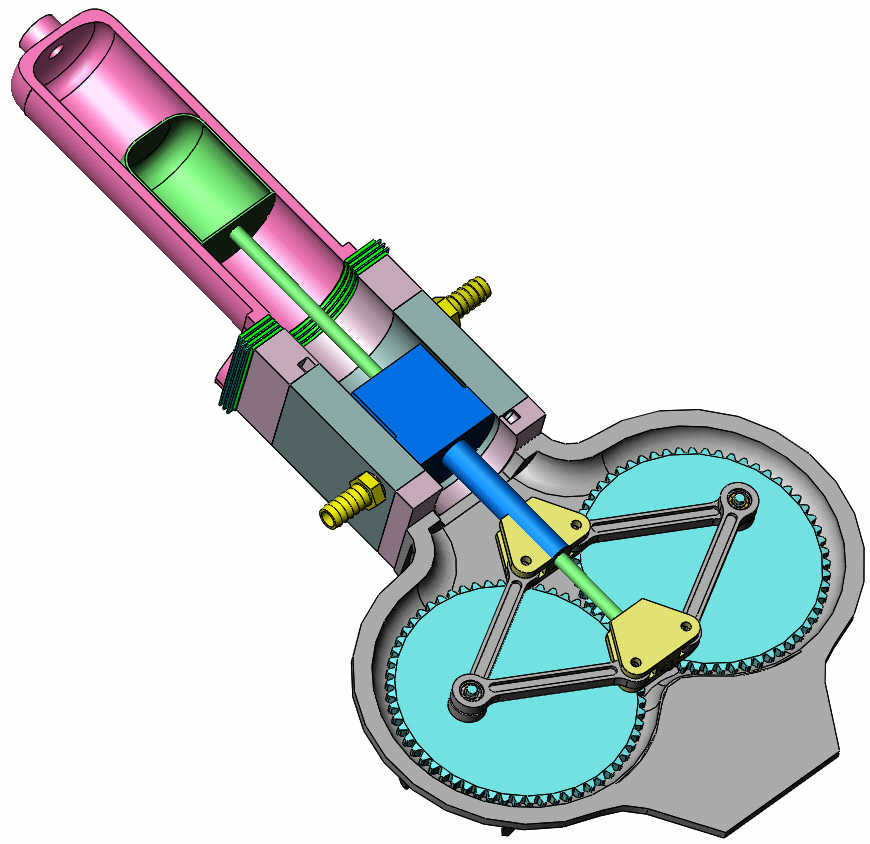
Disseny d'un Motor Stirling tipus Beta.

El Motor Stirling va ser inventat l'any 1816 per Robert Stirling, un capellà escocès. L'objectiu era aconseguir un motor menys perillós que la màquina de vapor.
El principi de funcionament és el treball realitzat per l'expansió i contracció d'un gas (normalment heli, hidrogen, nitrogen o simplement aire) el qual és obligat a seguir un cicle de refredament en un focus de fred, en el qual es contrau, i d'escalfament en un focus calent, en el qual s'expandeix. És a dir, és necessària la presència d'un gradient de temperatura entre els dos focus i per això és considerat un motor tèrmic.
Originalment concebut l'any 1816 com un motor principal industrial per rivalitzar amb la màquina de vapor, el seu ús pràctic va quedar limitat durant més d'un segle a aplicacions domèstiques i motors de baixa potència. Aquest motor, de gran antiguitat, continua en investigació gràcies a la versatilitat de les fonts d'energia utilitzables pel seu funcionament, ja que necessita sols una font de calor externa al cilindre, fent possible emprar una gran varietat de fonts energètiques (energia solar tèrmica, tota mena de combustibles, ús de la biomassa, energia geotèrmica, així com amb aplicacions a l'espai exterior, aprofitant la diferència de temperatura entre exterior i interior del modul o d'una font de calor de radioisòtops).

## Funcionament
Un motor Stirling és un aparell mecànic que funciona en un cicle regeneratiu termodinàmicament "tancat", amb compressió cíclica i expansió cíclica del fluid de treball a diferents nivells de temperatura.
El motor és un motor tèrmic que opera, doncs, per compressió cíclica i expansió d'aire o d'un altre gas, el fluid de treball, a tals diferents nivells de temperatura que fa que hi hagi una conversió neta de d'energia tèrmica a treball mecànic 
Igual que la màquina de vapor, el motor Stirling es classifica tradicionalment com un motor de combustió externa, ja que totes les transferències de calor cap i des del fluid de treball es portarà a terme a través de la paret del motor. Això contrasta amb un motor de combustió interna, on l'entrada de calor es fa per la combustió d'un combustible dins el cos del fluid de treball. A diferència d'un motor de vapor (o més generalment un motor de cicle Rankine, que fa servir un fluid de treball tant en les seves fases líquida com en la gasosa, el motor Stirling tanca una quantitat fixa de fluid en estat permanentment gasós com és l'aire.
Com és típic en els motors tèrmics, el cicle general consisteix a comprimir el gas fred, escalfar el gas, expandir el gas calent, i finalment refredar el gas abans de repetir el cicle. L'eficiència del procés queda molt restringida per l'eficiència del cicle de Carnot, que depèn de la diferència de temperatura entre el dipòsit calent i el fred.
El motor Stirling es caracteritza per la seva alta eficiència en comparació amb les màquines de vapor, un funcionament silenciós, i la facilitat amb què es pot utilitzar gairebé qualsevol font de calor. Aquesta compatibilitat amb les fonts d'energia alternatives i renovables ha estat cada vegada més important a mesura que pujava el cost dels combustibles convencionals, i també a la llum de les preocupacions, com ara el pic de producció de petroli ja passat i el canvi climàtic. Aquest motor és actualment d'interès com a nucli de les unitats microcombinades de calor i energia, és a dir de cogeneració, en les quals és més segur i eficient que una energia de vapor.

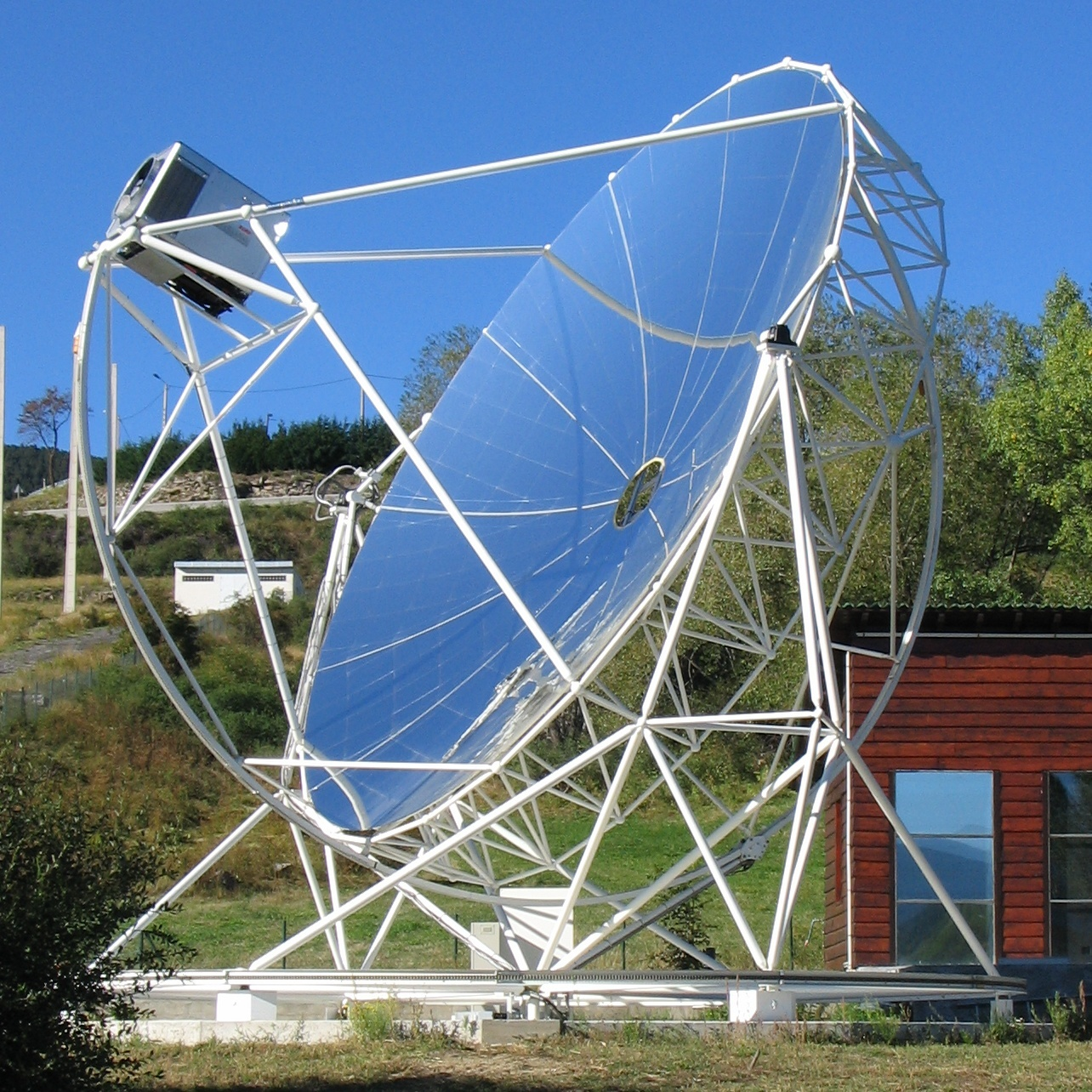
Generador Solar amb motor Stirling. Instal·lat a Font Romeu - Odelló. (Catalunya Nord)

També és utilitzat en usos industrials i científics per a generar calor o fred en equips criogènics (temperatures inferiors a 170º sota zero), tot invertint el cicle, accionant l'eix amb un motor i aconseguint la diferència tèrmica a les càmeres del motor Stirling. I ja plantejat com a font d'energia per a automòbils híbrids als anys 1970 per la Nasa. El motor Stirling és també utilitzat com a sistema auxiliar de propulsió o generació en àmbits com la marina i enginys espacials. Així com en aplicacions de bombeig d'aigua amb energia solar.

## Motor Stirling aplicat a captadors d'energia solar
Un motor Stirling d'energia solar és un motor tèrmic impulsat per un gradient de temperatura generat pel sol. Va ser patentat per Roelf J. Meijer El 1987. La seva invenció combina un motor tèrmic de cicle Stirling, amb un disc col·lector per produir electricitat.Aquest aparell consta d'un gran disc que concentra l'energia solar en un punt focal al centre del plat. L'energia solar concentrada és conduïda al motor de cicle Stirling,1 el qual funciona en deixar fluir la calor d'una font calenta a una font freda. La producció de treball del cicle Stirling després condueix a un generador per produir energia elèctrica. A més, per a la recol·lecció òptima de la calor, el motor accionat per energia solar de Meijer requereix que el disc sempre apunti directament al sol, així que cap ombra ha d'estar present al disc recol·lector solar. Això presenta problemes perquè, perquè l'aparell tingui un rang complet de moviments, la lubricació i els sistemes rotacionals són necessaris, i poden comprometre l'estabilitat estructural.1
La NASA va patentar un segon tipus de motor Stirling accionat per energia solar el 3 d'agost de 1976. Aquest utilitza energia solar per bombar aigua d'un riu, llac o corrent. L'objectiu d'aquest aparell és “proporcionar una bomba de baix cost, baixa tecnologia que té una utilitat particular: Sistemes de reg emprats en regions àrides subdesenvolupades de la terra…[utilitzant] els principis bàsics del motor tèrmic Stirling".